# Aïn El Assel
Aïn El Assel (em árabe: عين العسل) é uma cidade e comuna localizada na província de El Tarf, Argélia. Segundo o censo de 2008, a população total da cidade era de 16 285 habitantes.